# Бингли, Бланш
Бланш Бингли (англ. Blanche Bingley), после замужества — Бланш Гильярд (или Хиллъярд, англ. Blanche Hillyard; 3 ноября 1863, Гринфорд, Илинг, Англия — 6 августа 1946, Лондон, Англия) — британская теннисистка, шестикратная чемпионка Уимблдонского турнира в одиночном разряде.

## Биография
Бланш Бингли родилась 3 ноября 1863 года в Гринфорде (Илинг, Англия) в семье Чарльза Бентли Бингли (Charles Bentley Bingley) и Элизабет Бингли (Elizabeth Bingley). У Бланш было три старших сестры — Эмма (на 18 лет старше неё), Флоренс и Розели. К 1881 году они жили в большом доме в Лондоне. Вскоре Бланш Бингли стала членом Илингского клуба лаун-тенниса и стрельбы из лука (англ. Ealing Lawn Tennis & Archery Club), основанного в 1882 году.
В 1884 году на Уимблдонском турнире впервые разыгрывался чемпионский титул в женском одиночном разряде. За титул боролись 13 претенденток, в числе которых была и 20-летняя Бланш Бингли. В первых двух матчах она обыграла двух британских теннисисток, но в полуфинале проиграла будущей чемпионке Мод Уотсон со счётом 6-3, 4-6, 2-6. В 1885 году Бланш Бингли снова участвовала в Уимблдонском турнире и дошла до финала, где она встретилась с Мод Уотсон и опять проиграла, на этот раз со счётом 1-6, 5-7, в результате чего Уотсон сохранила чемпионское звание.
На Уимблдонском турнире 1886 года было введено новое правило, согласно которому прошлогодней чемпионке (на тот момент, Мод Уотсон) не нужно было участвовать в общем турнире, а полагалось только сыграть матч «челлендж-раунда» с победительницей турнира претенденток, которой опять оказалась Бланш Бингли. В матче «челлендж-раунда» 22-летняя Бингли смогла обыграть Уотсон со счётом 6-3, 6-3 и в первый раз завоевать звание чемпионки.
20 марта 1887 года скончался Чарльз Бентли Бингли — отец Бланш. К тому времени Бланш Бингли уже была помолвлена с Джорджем Гильярдом, и они собирались пожениться в июле. Эти события отвлекали Бланш Бингли от тенниса, и в первой половине 1887 года она почти не имела игровой практики. В начале июля состоялся Уимблдонский турнир, на котором, в качестве прошлогодней чемпионки, Бингли должна была играть в матче «челлендж-раунда». Её соперницей была победительница турнира претенденток Лотти Дод (на тот момент ей было всего 15 лет и 10 месяцев), которой удалось победить Бингли со счётом 6-2, 6-0 и завоевать чемпионское звание. Через 6 дней после окончания турнира, 13 июля 1887 года, состоялась свадьба Бланш Бингли и Джорджа Гильярда.
На Уимблдонском турнире 1888 года уже Бингли пришлось проходить через турнир претенденток, и она опять играла в матче «челлендж-раунда» с Лотти Дод, и опять проиграла, на этот раз со счётом 3-6, 3-6. На Уимблдонском турнире 1889 года Бингли опять выиграла турнир претенденток, победив в финале ирландку Хелену Райс со счётом 4-6, 8-6, 6-4. Так как Лотти Дод отказалась от защиты своего чемпионского титула, де-факто это был финал всего турнира и, таким образом, Бингли стала чемпионкой во второй раз.
В 1890 году Бингли отказалась защищать свой титул, и чемпионкой Уимблдонского турнира была объявлена Хелена Райс, победившая в финале турнира претенденток. В 1891 году Хелена Райс не защищала свой титул, и победительница Уимблдонского турнира определялась в финальном матче турнира претенденток, в котором встречались Бланш Бингли и Лотти Дод — Дод победила со счётом 6-2, 6-1.
На Уимблдонском турнире 1892 года Бингли выиграла турнир претенденток, победив в финале свою соотечественницу Мод Шекл со счётом 6-1, 6-4. В матче «челлендж-раунда» Бингли встречалась с прошлогодней чемпионкой Лотти Дод, и проиграла со счётом 1-6, 1-6. Ситуация практически повторилась на Уимблдонском турнире 1893 года: Бингли выиграла у Шекл в финале турнира претенденток (6-3, 6-2), но проиграла Дод в матче «челлендж-раунда» — правда, на этот раз ей удалось выиграть один сет — 8-6, 1-6, 4-6.
В 1894 году Бингли опять выиграла турнир претенденток, победив в финале Эдит Остин со счётом 6-1, 6-1. Поскольку Лотти Дод отказалась защищать свой титул в матче «челлендж-раунда», фактически это был финал всего Уимблдонского турнира и, таким образом, Бингли стала чемпионкой в третий раз. На Уимблдонском турнире 1895 года уже сама Бингли не стала защищать титул, и чемпионкой стала Шарлотта Купер, победившая в турнире претенденток. На турнире 1896 года Бингли не выступала.
На Уимблдонском турнире 1897 года Бингли выиграла турнир претенденток, победив в финале Элис Пикеринг со счётом 6-2, 7-5, а затем выиграла в матче «челлендж-раунда» у прошлогодней чемпионки Шарлотты Купер 5-7, 7-5, 6-2, и тем самым вернула себе чемпионское звание. В 1898 году Бингли не стала участвовать в матче «челлендж-раунда», и чемпионский титул вернулся к Шарлотте Купер.
Бланш Бингли приняла участие в Уимблдонском турнире 1899 года, в очередной раз оказавшись лучшей на турнире претенденток, в финале которого она победила ирландскую теннисистку Рут Дурлахер со счётом 7-5, 6-8, 6-1. После этого Бингли одержала победу в матче «челлендж-раунда» против прошлогодней чемпионки Шарлотты Купер со счётом 6-2, 6-3 и завоевала титул чемпионки Уимблдонского турнира в пятый раз. На турнире 1900 года 36-летняя Бингли защитила свой титул в матче «челлендж-раунда» против Шарлотты Купер со счётом 4-6, 6-4, 6-4 и стала шестикратной чемпионкой.
На Уимблдонском турнире 1901 года Бингли опять играла матч «челлендж-раунда» против Шарлотты Купер, победившей в турнире претенденток. На этот раз Бингли проиграла со счётом 2-6, 2-6, и, как потом оказалось, это был последний финал Уимблдонского турнира с её участием. Бингли участвовала в турнире 1902 года, и она продолжала выступать в одиночных соревнованиях вплоть до турнира 1913 года (когда ей было уже 49 лет), но за всё это время лучшими её результатами были выходы в полуфинал турнира претенденток в 1905, 1907 и 1912 годах. На турнире 1913 года она также выступила в женском и смешанном парных разрядах, но без особого успеха.
Бланш Бингли скончалась 6 августа 1946 года в Лондоне в возрасте 82 лет. В 2013 году её имя было включено в список членов Международного зала теннисной славы.

## Выступления на турнирах

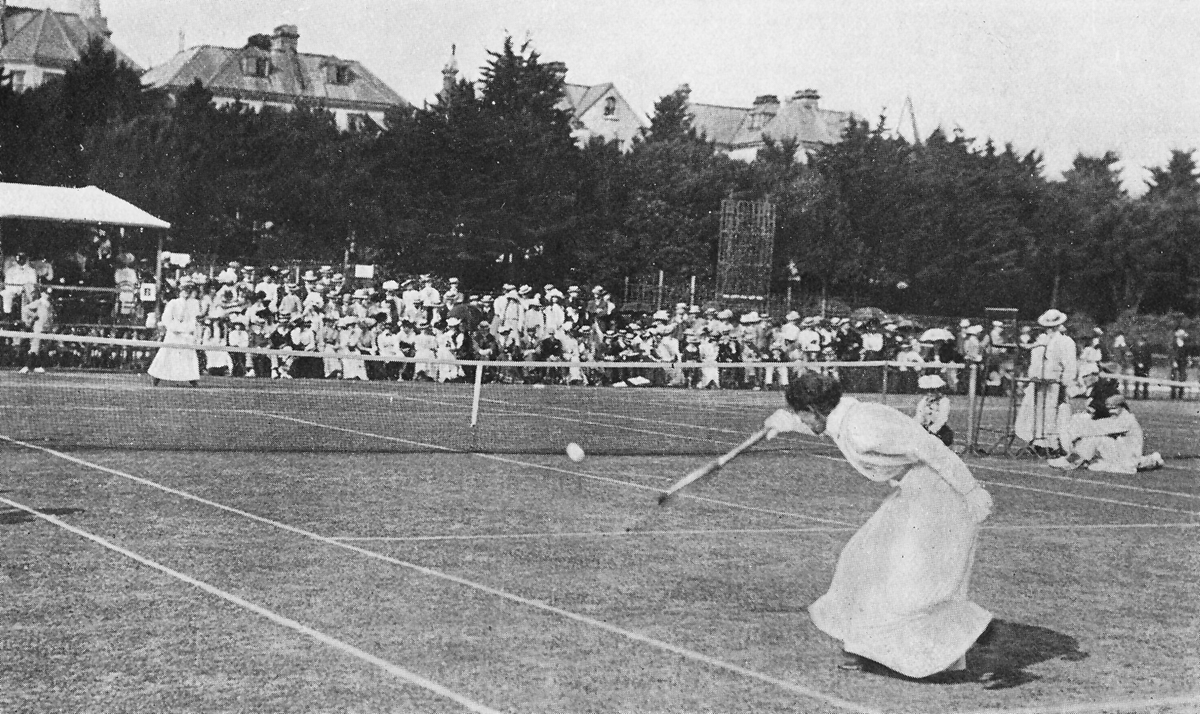
Бланш Бингли играет против Шарлотты Купер-Стерри в Истборне (не позже 1903)

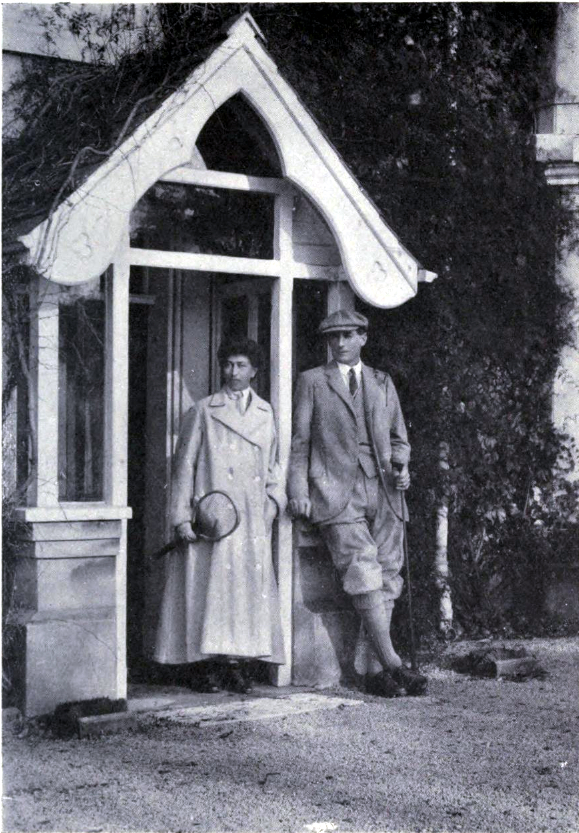
Бланш Бингли-Гильярд со своим мужем Джорджем Гильярдом (не позже 1912)

### Финалы Уимблдонского турнира

#### Одиночный разряд: 13 финалов (6 побед — 7 поражений)
| Результат | №  | Год  | Турнир   | Соперница      | Счёт          |
| Поражение | 1. | 1885 | Уимблдон | Мод Уотсон     | 1-6, 5-7      |
| Победа    | 1. | 1886 | Уимблдон | Мод Уотсон     | 6-3, 6-3      |
| Поражение | 2. | 1887 | Уимблдон | Лотти Дод      | 2-6, 0-6      |
| Поражение | 3. | 1888 | Уимблдон | Лотти Дод      | 3-6, 3-6      |
| Победа    | 2. | 1889 | Уимблдон | Хелена Райс    | 4-6, 8-6, 6-4 |
| Поражение | 4. | 1891 | Уимблдон | Лотти Дод      | 2-6, 1-6      |
| Поражение | 5. | 1892 | Уимблдон | Лотти Дод      | 1-6, 1-6      |
| Поражение | 6. | 1893 | Уимблдон | Лотти Дод      | 8-6, 1-6, 4-6 |
| Победа    | 3. | 1894 | Уимблдон | Эдит Остин     | 6-3, 6-3      |
| Победа    | 4. | 1897 | Уимблдон | Шарлотта Купер | 5-7, 7-5, 6-2 |
| Победа    | 5. | 1899 | Уимблдон | Шарлотта Купер | 6-2, 6-3      |
| Победа    | 6. | 1900 | Уимблдон | Шарлотта Купер | 4-6, 6-4, 6-4 |
| Поражение | 7. | 1901 | Уимблдон | Шарлотта Купер | 2-6, 2-6      |